# Flowers (альбом Ace of Base)
«Flowers» — музичний альбом шведського гурту Ace of Base, вийшов 14 липня 1998 року в Європі, Азії і Африці і 10 серпня у Великій Британії. Американська версія альбому під назвою «Cruel Summer» була випущена 1 вересня 1998 року. Вона містила кілька додаткових реміксів і один новий трек. Велика Британія, Японія і Австралія отримали альбом, що складається з пісень європейської та американської версії, при цьому оригінальна назва альбому «Flowers» було збережено лише у Великій Британії та Австралії. У Японії альбом називався так само, як і в Америці.
Альбом було визнано золотим в Швеції і Данії, а в Швейцарії він став платиновим. Альбом потрапив у топ-10 в Данії, Німеччини, Греції, Угорщини, Швеції і Швейцарії. Сингли з альбому були теж популярні, вони потрапили в топ-10 в таких країнах як Чехія, Данія, Фінляндія, Угорщина, Італія, Росія, Швеція і навіть в Бразилії, попри те, що там альбом не був випущений.

## Список композицій альбому
1. «Life Is a Flower»
2. «Always Have, Always Will»
3. «Cruel Summer (Cutfather & Joe Mix)»
4. «Travel to Romantis»
5. «Adventures In Paradise»
6. «Dr. Sun»
7. «Cecilia»
8. «He Decides»
9. «I Pray»
10. «Tokyo Girl»
11. «Don’t Go Away»
12. «Captain Nemo»
13. «Donnie»
14. «Cruel Summer (Big Bonus Mix)»

У британському перевиданні композицію «Cecilia» замінили на «Cecilia (Ole Evenrude Mix)», а «Cruel Summer (Big Bonus Mix)» на «Everytime It Rains».

## Сингли
- 1998 Life Is a Flower
- 1998 Cruel Summer
- 1998 Travel to Romantis
- 1998 Tokyo Girl
- 1998 Always Have Always Will
- 1999 Everytime It Rains
- 1999 Cecilia

## Хіт-паради
| Хіт-паради     | Найкраща позиція |
| -------------- | ---------------- |
| Австралійський | 15               |
| Данський       | 6                |
| Голландський   | 50               |
| Фінський       | 2                |
| Французький    | 16               |
| Німецький      | 3                |
| Грецький       | 1                |
| Мексиканський  | 8                |
| Норвезький     | 12               |
| Іспанський     | 38               |
| Швейцарський   | 1                |
| Шведський      | 5                |
| Британський    | 15               |